# マイクロメートル
マイクロメートル（micrometre, 記号  μm (立体)）は、国際単位系 (SI) の長さのSI単位である。
マイクロメートルはメートルにSI接頭語のマイクロをつけたものであり、1 マイクロメートルは 10−6 メートル (m) に等しい。よって、0.001 ミリメートル、1000 ナノメートル とも等しい。
マイクロメートルは赤外線の波長程度の長さである。
ナノメートル ≪ マイクロメートル ≪ ミリメートル

## 表記
英語の発音または独語の発音に由来して、しばしば「マイクロメーター」と呼称・表記されることがあるが、計量法上は許されない。
英語での表記は、micrometre であって、micrometer ではない。mètre 法の起源がフランス語であるため、これはSI規則（国際単位系国際文書）、すべてのJIS規格において統一されている。詳細は、メートル#英語表記を参照のこと。
英語の発音では、micro の最初のシラブルに強アクセントがある。なお、測定器具としてのmicrometre(またはmicrometer）（マイクロメータ）の場合は、microの第2シラブルにアクセントを置くのが普通である。
単位記号は、立体の μmである。μを斜体にして「μm」と書かれることがあるが、誤りである（マイクロ#表記）。
|  | μm             |  |  | μm           |  |
|  | 立体（正しい） |  |  | 斜体（誤り） |  |

## ミクロン
以前は同じ長さのミクロン（micron, 記号:μ）という単位が使われていた（これには測定器具のマイクロメータ(micrometer)との混同を避けるためでもあった）。
これは1879年の国際度量衡総会(CGPM)で承認されたものであったが、1967年の国際度量衡総会で廃止された。ミクロンはSI併用単位にも含まれておらず、10−6 mを表すにはマイクロメートルを使うのが望ましい。この理由はSI接頭語と紛らわしいからである。
日本の計量法では、その附則第3条第2項及び附則別表第2により暫定的に使用することができたが、1997年10月1日からは使用が禁じられている。NHK放送でもこの日から、ミクロンに代えてマイクロメートルを使用している。
現在ではマイクロメートルの使用がほぼ定着してきたといえるが、公共放送の番組や独立行政法人の刊行物等でもまれにミクロンの表現・表記がなされていることがあるほか、当然のことながら古い文献では頻出する。さらにミクロンの千分の1の意味でミリミクロン（記号:mμ）という単位が使われ（つまり1mμ = 1 nm）、しかも前後が倒置して（誤植で）μmとなっている（μの千分の1をμmと表記してしまっている。）例があるなど注意が必要である。

## 符号位置
| 記号 | Unicode | JIS X 0213 | 文字参照          | 名称        |
| ---- | ------- | ---------- | ----------------- | ----------- |
| ㎛   | U+339B  | -          | &#x339B; &#13211; | SQUARE MU M |

この符号位置の記号はオペレーティングシステムによって現示される表示が異なる。Linux とAndroid では正しく「μm」と立体で表示されるが、WindowsとiOSでは「μm」と斜体で表示されてしまい、国際単位系(SI)および計量法の規定に反することとなるので、使用しない方がよい。

## 引用
1. ↑  計量法附則第3条第2項、附則別表第2
2. ↑  計量法附則第三条の計量単位等を定める政令 第2号、別表第2 項番1
3. ↑  計量法附則第三条の計量単位の記号等を定める規則　別表（長さの欄　ミクロン、ミリミクロン）
4. ↑  単位の「ミクロン」について Q
放送で「ミクロン」という単位を使ってもいいですか。 A 現在は、単位の「ミクロン」は使いません。「マイクロメートル」を使います。、NHK放送文化研究所、執筆者：メディア研究部・放送用語　滝島雅子、2016-11-01
5. ↑  ㎛ Square Mu M {utf8}icons